# Эшба, Вячеслав Ахметович
Вячеслав Ахметович Эшба (13 марта 1949, с. Дурипш, Гудаутский район, Абхазская АССР — 26 августа 2023) — абхазский военный и политический деятель, министр обороны Абхазии (2003—2004).
Происходит из абхазского дворянского рода Эшба. В 1970 окончил Егорьевское авиационно-техническое училище, в 1973 — Кременчугское лётное училище, в 1983 — Ленинградскую академию гражданской авиации. Работал пилотом на гражданских самолётах, командиром Сухумского авиаотряда.
Участвовал в грузино-абхазской войне, совершив около 80 боевых вылетов. В 1993—2003 командующий военно-воздушными силами Абхазии, в 2003—2004 был министром обороны страны.
Скончался 26 августа 2023 года в возрасте 74 лет.